# Carl Schleicher

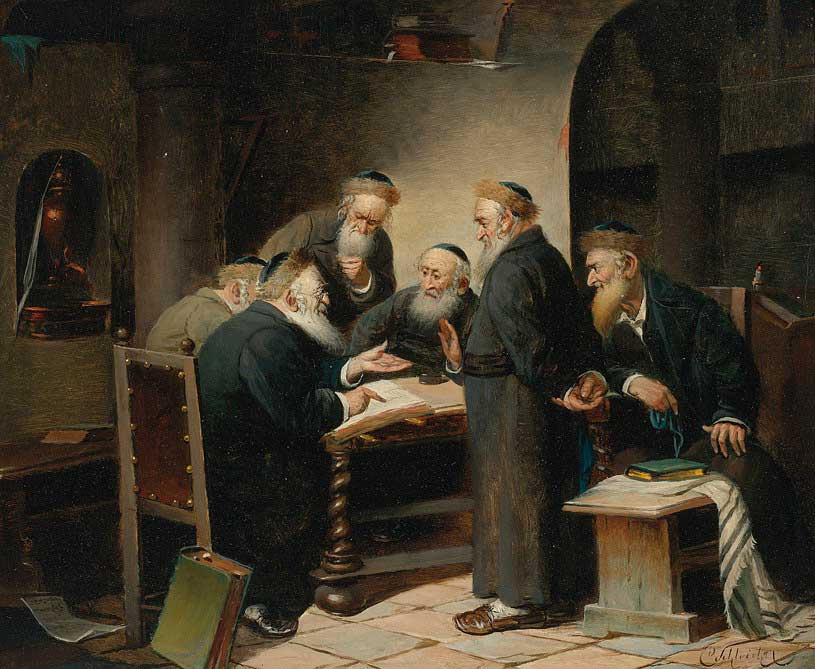
Carl Schleicher, Una pregunta acerca del Talmud, óleo sobre lienzo, c. 1860-71. Colección privada

Carl Schleicher (pronúnciase Shléijer) fue un pintor realista decimonónico. Nació en Lviv  (Galitzia, Imperio Austríaco), en 1825. Falleció en Padua, Reino de Italia, el 2 de octubre de 1903.

## Identidad y obra plástica
Si bien es posible que inicialmente Schleicher haya sido registrado en su ciudad natal como Cölestin Schleicher, lo cierto es que el artista trascendió en Viena, donde exhibió su obra y fue aclamado como Carl Schleicher, que es como se lo conoce y denomina preferentemente y de modo prácticamente unánime en el área técnica de las artes visuales.
Discípulo del pintor austríaco Ferdinand Georg Waldmüller, Schleicher desarrolló su labor plástica en estilo costumbrista, principalmente en Viena entre 1859 y 1871. En varias oportunidades ehibió su obra en el Österreichisches Kunstverein (Club austríaco de las artes). Presumiblemente de origen judío, Schleicher exhibió pinturas de género con escenas judías en el Österreichisches Kunstverein durante el mencionado período.
Su arte es esencialmente la pintura al óleo y maniefiesta la influencia de la pintura de género holandesa del siglo XVII.
Schleicher es particularmente conocido por el componente anecdótico de su obra. Retrató individualmente los diferentes tipos característicos de su época, algunos de ellos dedicados a la lectura o la escritura. Entre estas obras se destacan El bebedor, El jugador de naipes y El músico. El escriba involucra un monje benedictino con anteojos, ocupado al redactar algo que inscribe con la ayuda de una pluma sobre varios papeles. Preservado en el Bury Art Museum de Mánchester, Estudio de viejo presenta un anciano provisto de habano y porrón de cerveza.

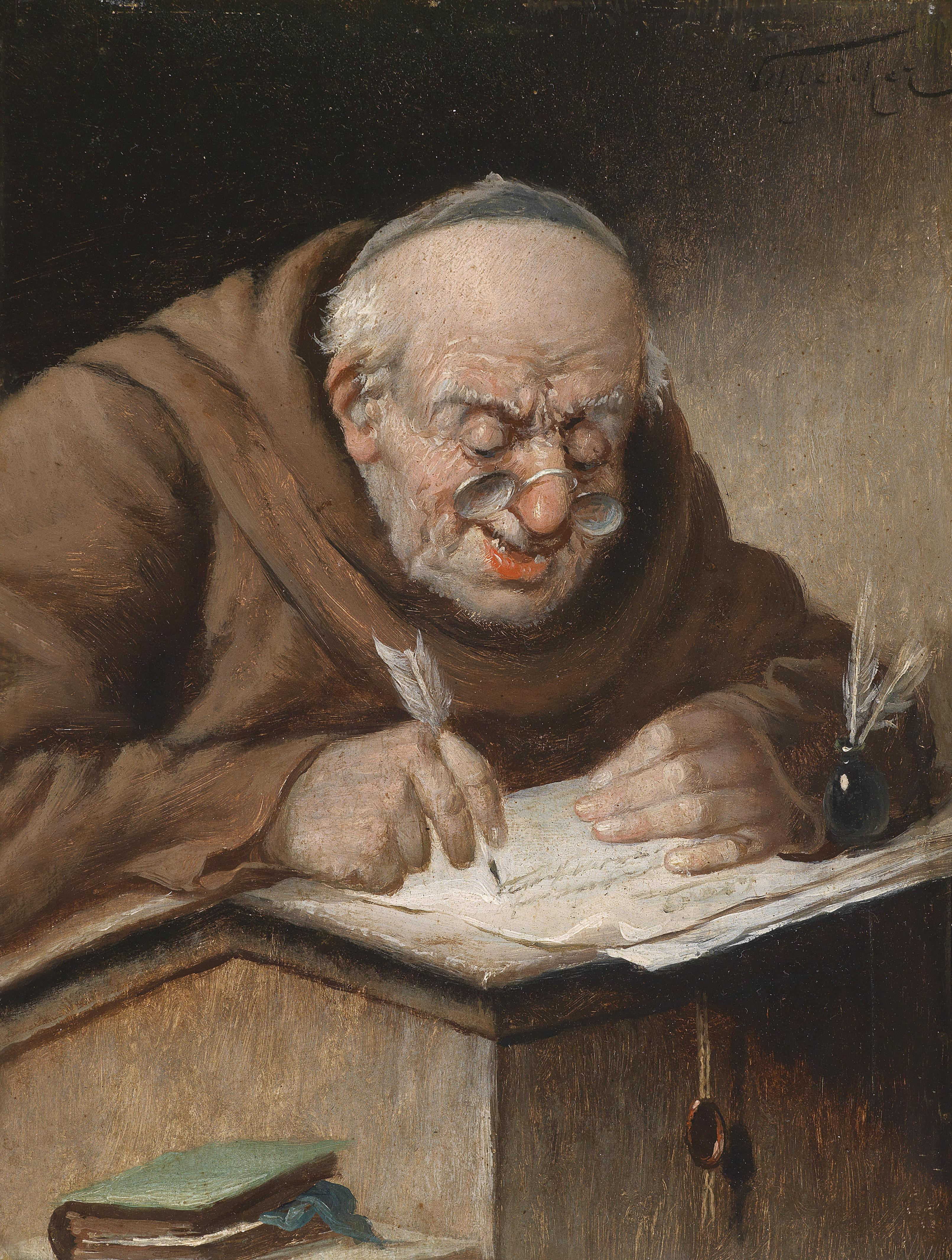
Monje escribiendo
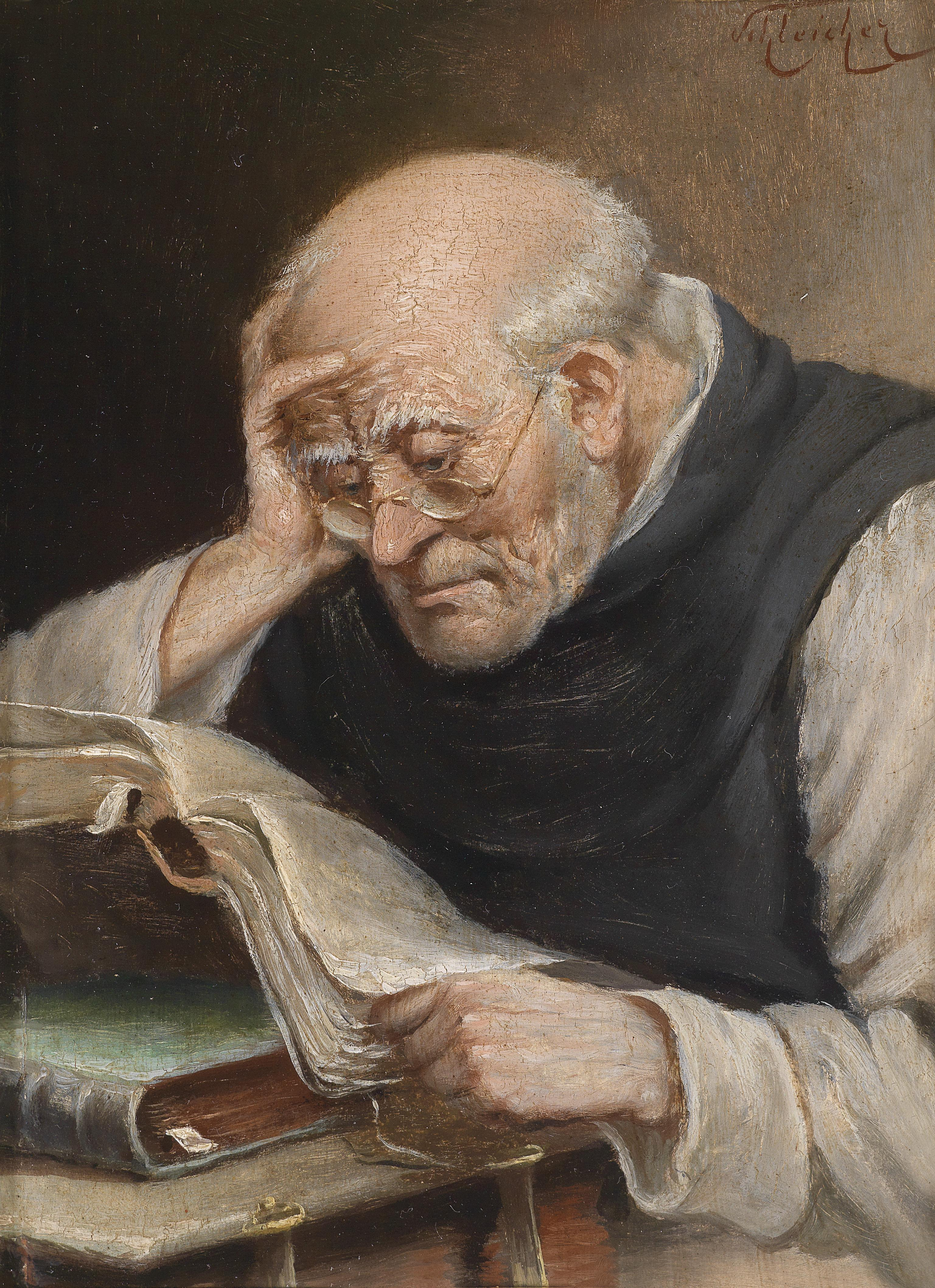
Monje leyendo
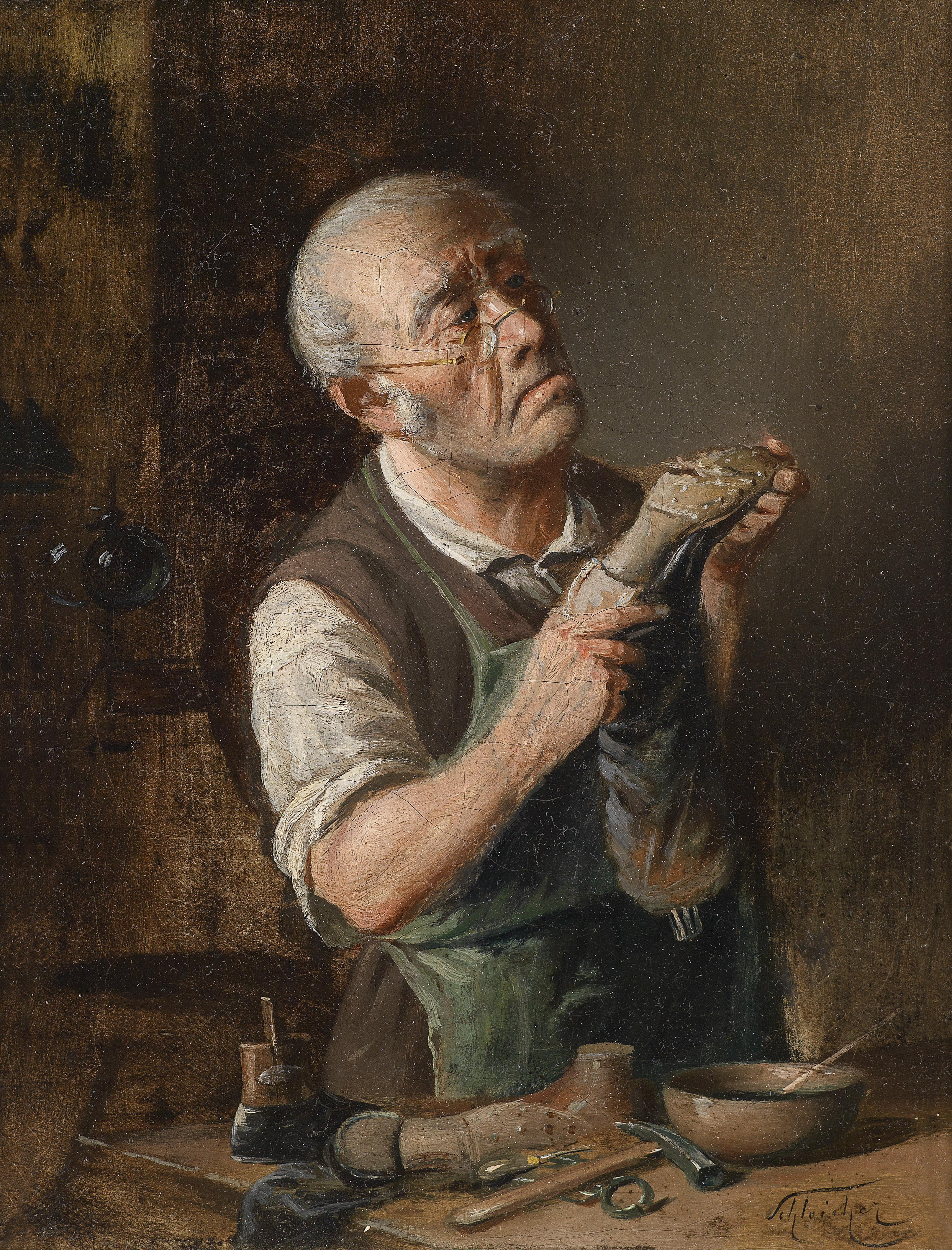
El zapatero remendón.
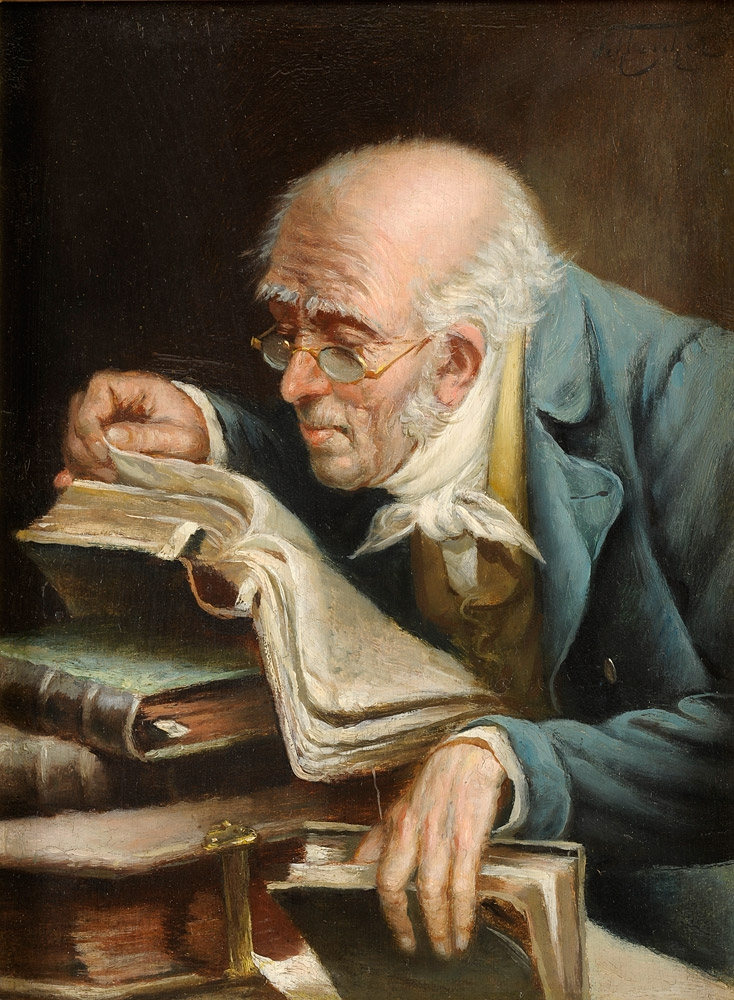
El ratón de biblioteca o El tragalibros.

Algunos cuadros de Schleicher presentan escenas de género, tales son por ejemplo los casos de Escena de taberna, Bebedores, En la taberna y Los jugadores de ajedrez. 
Otros trabajos poseen cierto intimismo, notablemente La toilette y El cumpleaños de la abuela. El carácter anecdótico de la pintura de Schleicher es a su vez evidente en trabajos tales como Ladronzuelo en el estudio del artista, Viva el vino, El recipiente quebrado, Una rara pieza y La mano ganadora.
Schleicher pintó también grupos de sacerdotes y también de rabinos. La figura del sacerdote cristiano es introducida individualmente en Anciano escribiendo un diario y es retomada en términos grupales en Los jugadores de ajedrez, donde un monje benedictino se mide con otro dominico, en tanto que uno más, franciscano, observa la partida entre ambos. En lo que concierne al judaísmo, Schleicher se interesó particularmente por la actividad rabínica en torno al Talmud, formulando así obras tales como Rabinos en debate y Una disputa talmúdica.

### Rabinos y talmudistas en la pintura de Schleicher
Una parte de la producción plástica de Carl Schleicher está íntimamente relacionada con los estudios judaicos y el arte asquenazí. El intercambio de ideas e interpretaciones entre los rabinos talmudistas fue un tema al que Schleicher le dedicó una considerable cantidad de cuadros al óleo. Cargadas de material anécdotico, tales pinturas constituyen un valioso registro de los usos y costumbres de los judíos asquenazíes en Europa, cuya cultura y acervo son conocidos como el Yiddishkayt. El registro de Schleicher es valioso porque la mayor parte de las comunidades asquenazíes de Europa y su diversidad cultural se han perdido debido a la Shoá.
La temática abordada por Schleicher concierne tanto a la experiencia dialéctico-exegética judía como al arte moderno. Las pinturas de Schleicher se caracterizan por ser no solo descriptivas, sino además por capturar con agudeza la atmósfera de estudio que regía la vida de los talmudistas: estudio por cierto no exento de seriedad y dedicación, e incluyendo interesantes diálogos e ideas sorprendentes, pero también de contradicciones problemáticas, discusiones interminables y humor.

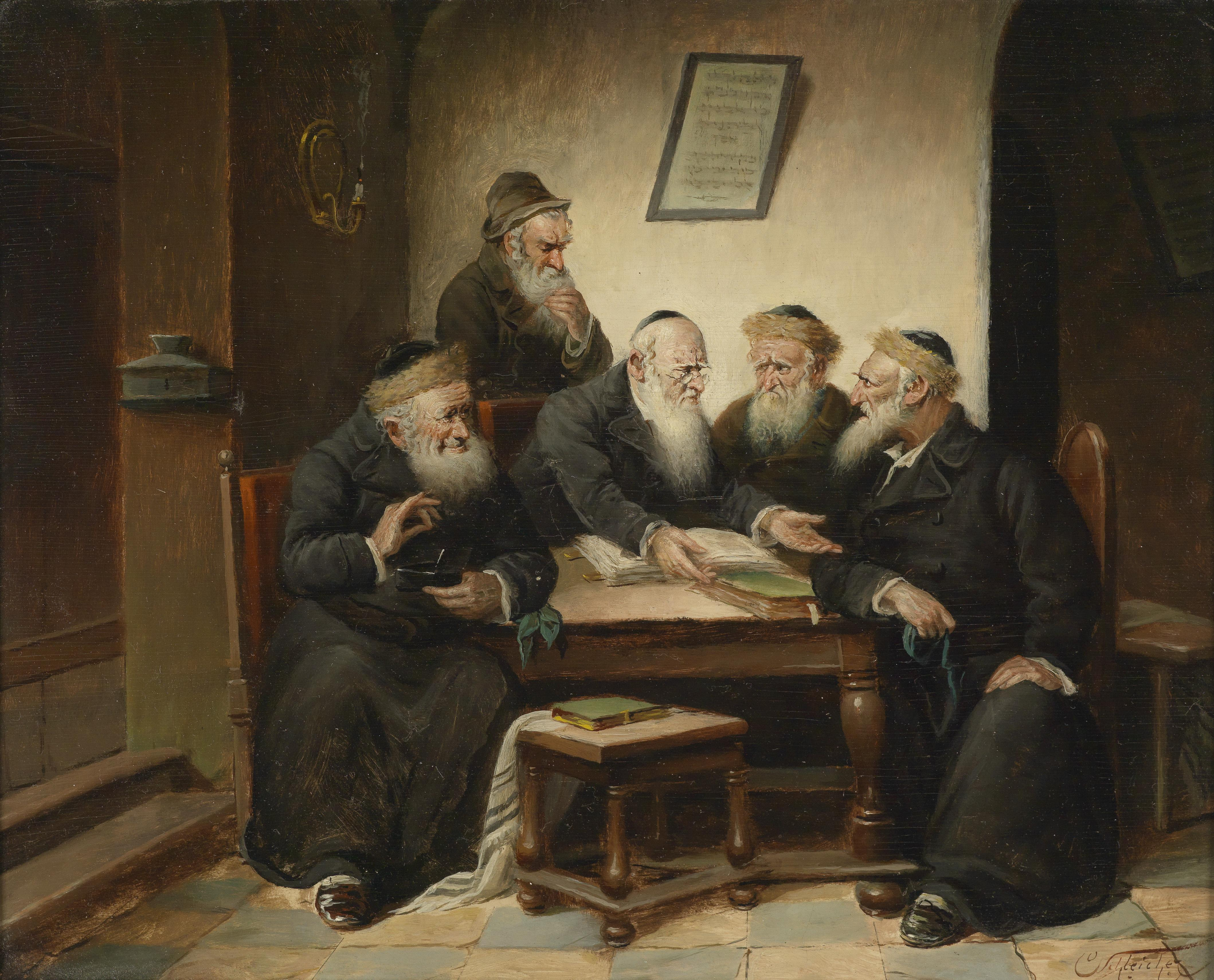
En lo del rabino es una obra que trata la seria explicación dada por un líder asquenazí acerca del Talmud.
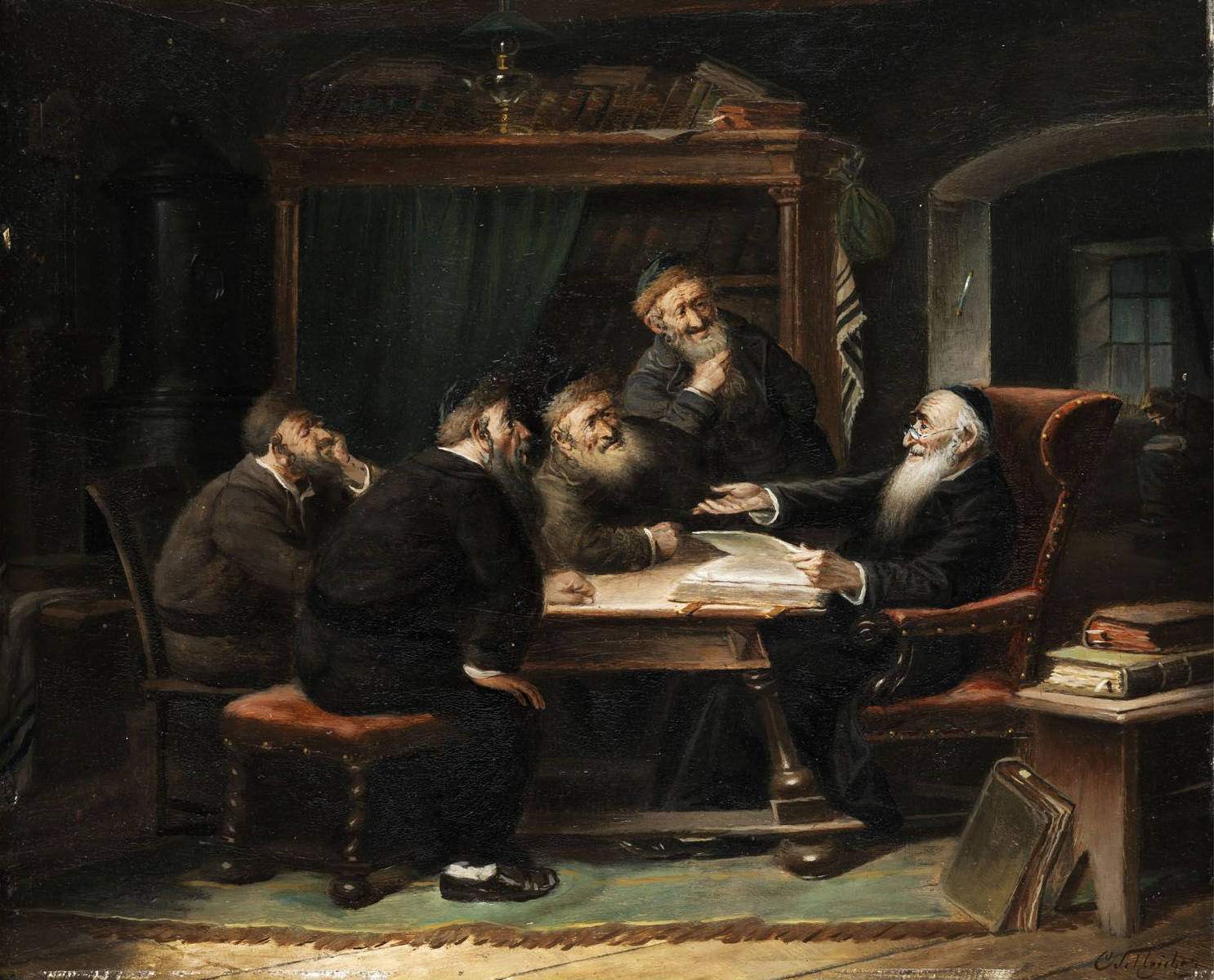
En Escena judía I, Schleicher presenta un anciano rabino dando su interpretación de determinado asunto a través de una hagadá proveniente del Talmud.
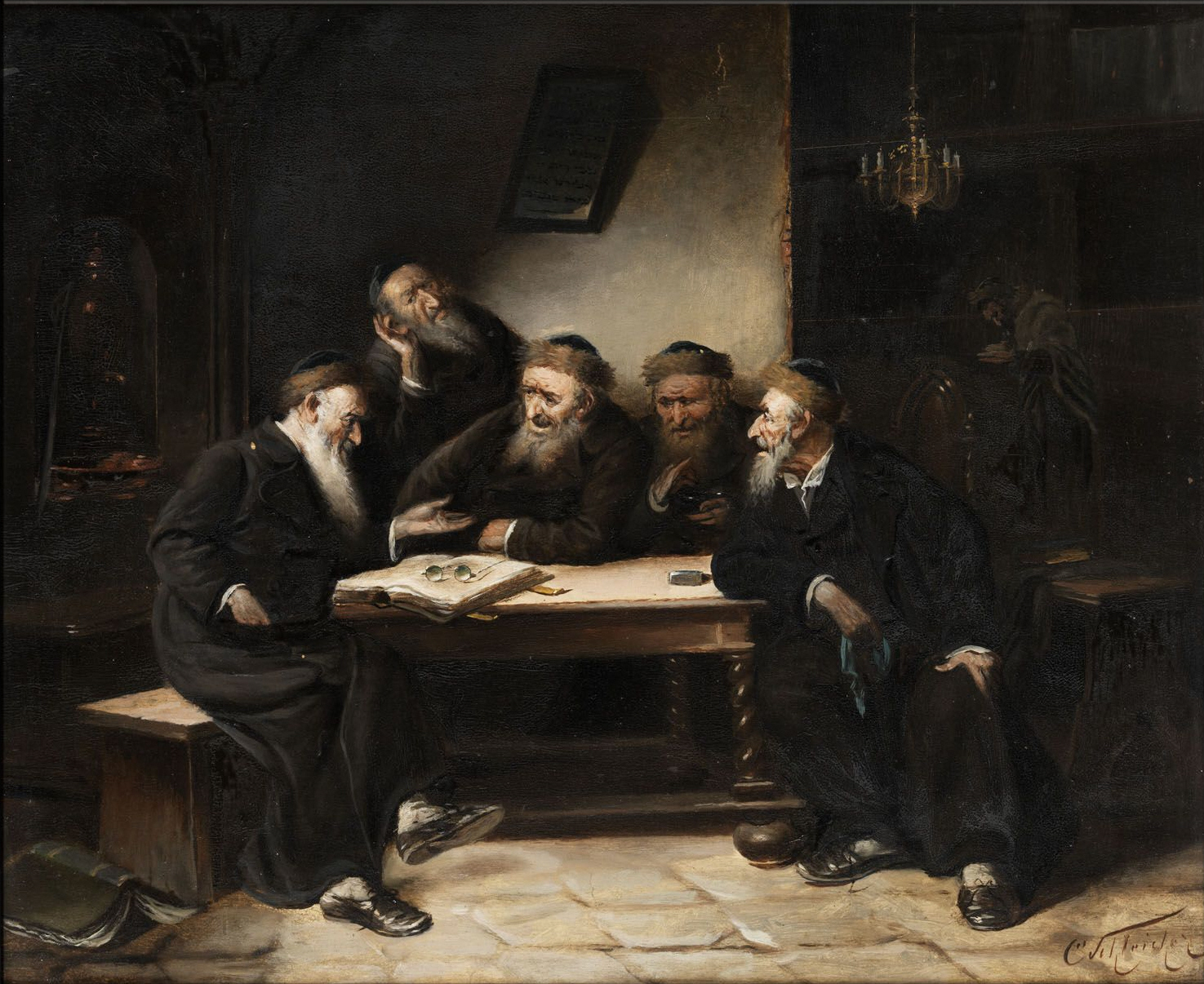
Escena judía II es una pintura que muestra a los talmudistas conversando acerca del sentido de un pasaje talmúdico.
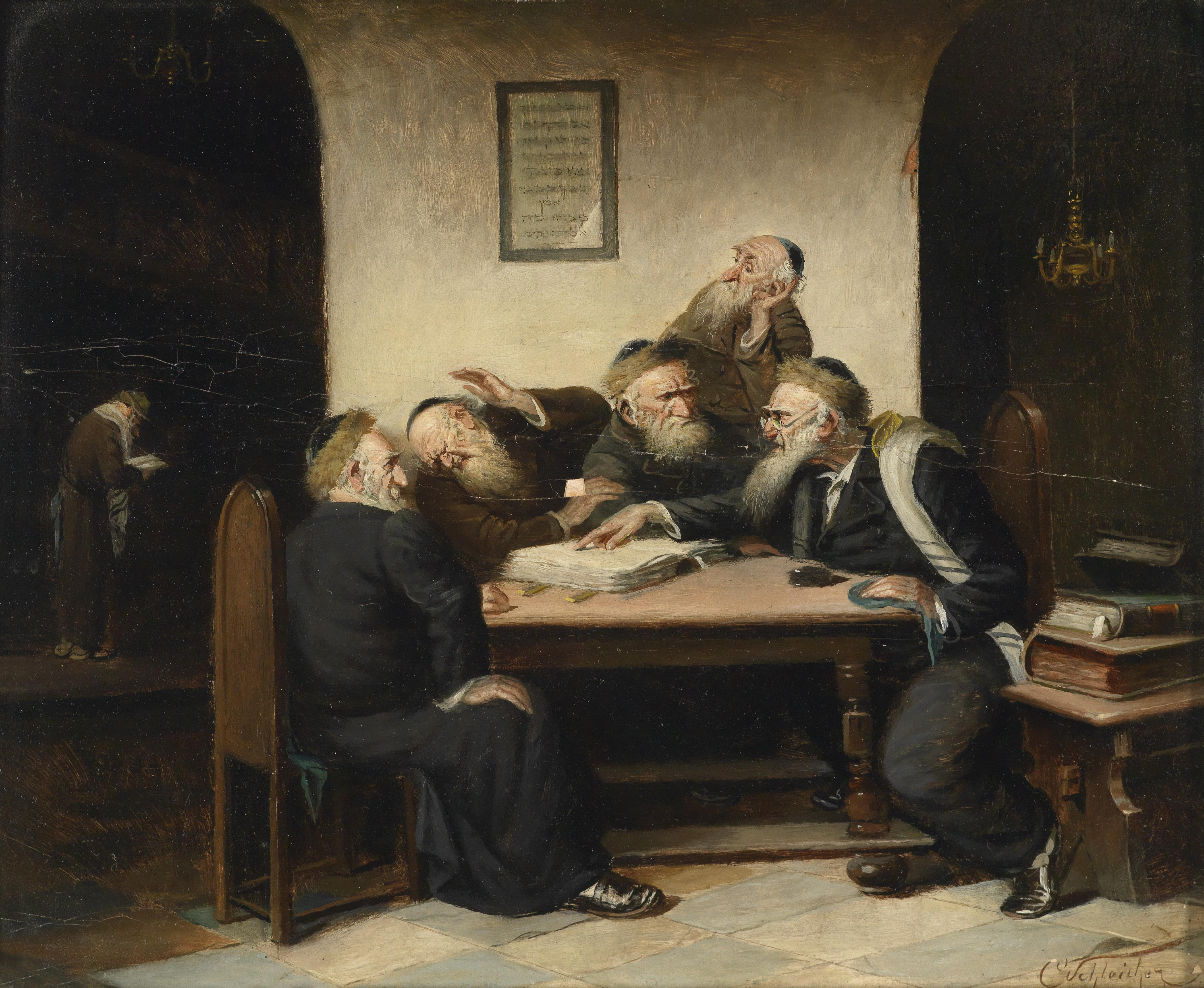
Trágicomico es el efecto que produce Una controversia cualquiera a partir del Talmud, donde Schleicher ha retratado las diferentes actitudes de los talmudistas: convicción y asertividad, oposición y rechazo, atención y asombro.